# Krisztián Adorján
Krisztián Adorján (ur. 19 stycznia 1993 w Budapeszcie) – węgierski piłkarz, grający na pozycji pomocnika.

## Kariera
W 2003 roku grał w juniorskim klubie Goldball '94. Następnie był piłkarzem juniorskich drużyn MTK Budapest FC. W 2009 roku przeszedł do Liverpool F.C., gdzie grał w drużynach U-18 i U-23. W 2013 roku został wypożyczony do FC Groningen. W klubie tym rozegrał 19 meczów w Eredivisie. W roku 2014 został zakupiony przez Novara Calcio. We włoskim klubie grał przez trzy sezony, w sumie 35 meczów ligowych. W 2017 roku przeszedł do Partizani Tirana na zasadzie wypożyczenia.
Grał w młodzieżowych reprezentacjach Węgier.

## Statystyki ligowe
| Sezon         | Klub             | Liga                               | Mecze | Gole |
| ------------- | ---------------- | ---------------------------------- | ----- | ---- |
| 2013/2014     | FC Groningen     | Eredivisie                         | 19    | 3    |
| 2014/2015     | Novara Calcio    | Lega Pro Prima Divisione           | 3     | 0    |
| 2015/2016     | Novara Calcio    | Serie B                            | 7     | 0    |
| 2016/2017     | Novara Calcio    | Serie B                            | 25    | 2    |
| 2017/2018 (j) | Partizani Tirana | Kategoria Superiore                | 9     | 0    |
| 2018 (w)      | Dundalk F.C.     | League of Ireland Premier Division | 16    | 3    |
| 2018/2019     | Virtus Entella   | Serie C                            | 18    | 0    |
| 2019/2020     | Virtus Entella   | Serie B                            | 6     | 0    |